# Ураган (фильм, 1972)
«Ураган» (англ. The Hurricane, кит. трад. 金旋風, упр. 金旋风, палл. Цзинь Сюань Фэн, буквально: «Золотой Вихрь») — гонконгский художественный фильм Ло Вэя. Исполнители главных ролей — Нора Мяо, Патрик Се и Цзинь Чуань. Картина рассказывает о борьбе против промонгольских предателей во времена династии Сун.

## Сюжет
Многие государственные чиновники стали жертвами чистки продажного министра Цзя Сыдао во время конца правления династии Сун. Среди них оказывается отец фехтовальщицы Дин Цзыфэн. По воле случая, мисс Дин подслушивает как Сыдао говорит о меченосце по прозвищу Ураган (Золотой Вихрь) во время приказа об отсылке секретного письма монголам. Она призывает всех известных меченосцев округи перехватить Вихря. 
Ян Цзяньмин, эксперт по боевым искусствам и ученик Шэнь Юаня, замечает Вихря в городке. Попав под впечатление от боевых навыков и личности Вихря, Цзяньмин становится его другом. В глубине души Вихрь обеспокоен слухами, что у него находится секретное письмо от Сыдао.
Однажды Вихрь встречает главного бойца Сыдао, Юань Нэна, пытающегося купить его покорность, но тот отказывается.
Цзяньмин хочет, чтобы имя Вихря было очищено. Он говорит Цзыфэн, что его новый друг вряд ли предатель. Девушка не уверена в том, что она подслушала.
Узнав, что Цзыфэн сближается со своими сторонниками, Нэн посылает Пи Юйшэ, чтобы тот поссорил их с Вихрем. План срабатывает — Вихрь уходит без возможности объясниться. Однако ему известно, что Юйшэ виноват в сложившейся ситуации. Поэтому Вихрь следит за смутьяном до гостинице, в которой тот признаётся Нэну, что спрятал послание в седле Цзыфэн. Вихрь навещает Цзяньмина. Вскоре оба осознают, что окружены Нэном, Юйшэ и их прихвостнями. Вихрь рассказывает товарищу об уловке Юйшэ после удачного побега.
Несколько дней спустя двое сбежавших находят Цзыфэн в компании четырёх меченосцев, включая учителя Цзяньмина. Вихрь обращает их внимание на то, что разыскиваемое послание было спрятано в седло фехтовальщицы. Там она находит длинный конверт с печатью Сыдао, но в нём лежит лишь пустой лист бумаги. Юань обвиняет Вихря во лжи, а тот понимает, что снова одурачен Юйшэ. Он получает серьёзное ранение, но в итоге ему и Цзяньмину удаётся сбежать.
В сельской местности Нэн и Юйшэ нападают на Цзыфэн. Двое беглецов вовремя приходят ей на помощь, убивают Юйшэ и помогают схватить Нэна. Пленник признаётся, что настоящий хранитель тайного послания не Вихрь, а учитель Цзяньмина, Шэнь Юань.
В городе Цзинъян Юань собирается передать послание монголам, но на место прибывают Вихрь и его сторонники. Секрет Юаня раскрыт, а сам он погибает в разразившейся схватке.

## В ролях
| Актёр       | Роль                         |
| ----------- | ---------------------------- |
| Нора Мяо    | Дин Цзыфэн                   |
| Патрик Се   | Ураган (прав. Золотой Вихрь) |
| Цзинь Чуань | Ян Цзяньмин                  |
| Ло Вэй      | министр Цзя Сыдао            |
| Тянь Ми     | одна из Трио Фениксов        |
| Фэн Цуйфань | Пи Юйшэ                      |
| Ши Цзянь    | Юань Нэн                     |
| Чэнь Чжичжи | одна из Трио Фениксов        |